# Český informel
Jako český informel je označován proud expresivní strukturální abstrakce, který vzešel ze specifických místních podmínek na přelomu 50. a 60. let. Radikálně se vymezil proti veškeré soudobé produkci, kompromisnímu výtvarničení a estetizování a stal se přelomovým okamžikem v historii českého umění. Zahraniční kritika ocenila svébytnost děl a psala o silné revoltě asi třiceti zoufalých avantgardních výtvarníků, která nemá v Československu předchůdce. S mezinárodním informelem, který v pojetí Enrica Crispoltiho zahrnuje velmi heterogenní skupinu výtvarných projevů od tašismu po lyrickou abstrakci, souvisí český informel pouze některými výtvarnými technikami.

## Vymezení pojmu
Pojem „český informel“ vznikl dodatečně a byl definován až v souvislosti s výstavou a doprovodným sympoziem roku 1991. V 60. letech byl užíván termín strukturální abstrakce, který je podle Mahuleny Nešlehové nepřesný a zavádějící, protože pojem struktura se vztahuje spíše k řádu, který je vnitřně uspořádán. Informel naopak pracuje s náhodou a projekcí spontánních emocí a představuje „expresivní materiálovou antimalbu“. Nejde přitom o gestickou tvorbu, protože kromě úsilí o silný výraz, vložený do definitivního tvaru dokončeného díla, bylo jedním z kritérií kvality dokonalé zpracování hmotných struktur a kultivace výtvarných prostředků. Úsilí o definitivní, dokončenou a uzavřenou podobu díla, které je zdánlivě v protikladu k otevřenosti a bezprostřednosti procesu tvorby, má své zázemí v kulturní tradici a představuje specifický rys českých děl s rysy „národní školy“. Jemně členěná struktura zrcadlí složitost umělcovy psychiky a duchovní a etický obsah díla. V poválečné situaci znamená ostentativní destrukce figury současně její přepodstatnění nebo dokonce sakralizaci, zraňovaný materiál se stává metaforou zraňované lidskosti a rituálním tělem poznamenaným stigmaty. S odstupem času se informel jeví jako adekvátní výtvarné vyjádření stavu myšlení a vědomí člověka poválečné doby a doby tzv. „studené války“, zatíženého existenciální a subjektivní problematikou.
Typickým společným rysem informelních děl byla potřeba narušit hranici mezi malbou a sochou (reliéfem) a destrukce zvyklostí formy, využití veškerých prostředků k fyzickému zpředmětnění vnitřního pocitu a jeho zakódování, záznamu a petrifikaci, objevování výrazových možností hmoty a kompozice obrazu z nesourodých materiálů, které expandují do prostoru a jsou vytrženy z obvyklých souvislostí nebo je popřena jejich obvyklá funkce. Významová role je přisouzena prázdnu, které obklopuje plné. Samotný proces tvorby zahrnoval obnažení materie i její skrytí a zašifrování do složitých tvarově sémantických systémů a vyvolával stupňování emoce pomocí skladby materiálů. Ve zdlouhavém procesu tvorby byla hmota obrazu dotýkána, hnětena a destruována, asambláže různých materiálů byly vrstveny, propalovány, rozrušovány a opět spojovány a nabývaly podoby téměř magických artefaktů s rysy jisté „baroknosti“. Jako materiály užité k tvorbě informelních děl sloužily nalezené a časem a lidským užíváním poznamenané předměty, syntetické laky, písek, hřebíky, dráty, provázky, plechy, hadry, asfalt, kusy dřeva. Důležitý byl tehdy nově vyráběný a obtížně dostupný syntetický materiál akronex (polyvinylacetátová, uměle měkčená pryskyřice), který umožňoval spojování nesourodých materiálů a vytváření vysokých reliéfních struktur.
Od podobné evropské produkce, která stavěla na estetickém účinku syrových materiálů a struktur a opakováním ztrácela vnitřní důvěryhodnost, se český informel lišil akcentováním existenciálního východiska. Princip permanentní konstrukce a destrukce obrazu byl reakcí na tíži doby i snahou proniknout k hlubší podstatě tvoření, v němž zrod zahrnuje zároveň zánik předchozího a reflektuje vědomí křehkosti samotné lidské existence. Do uměleckého díla je otisknuta skrytá stopa příběhů jejich tvůrců, žijících na okraji společnosti. Výrazem tvořivého pohybu myšlení nebyly abstraktní konstrukce, ale přímý dotek s hmotou a jejím prostřednictvím se zemí. V atmosféře totalitní diktatury, s jejím vulgárním propagandistickým optimismem, musel citlivý člověk reagovat pouze totální negací. Česká materiálová exprese, jako mystická verze symbolického sebetrýznění, nabízí pohled do jícnu smrti a nicoty. Podle Jana Kříže šlo v českém případě o expresionismus invertovaný dovnitř a prahem, kudy se vstupovalo do světa absolutní nezávislosti a svobody, byla smrt. V patologické době se za krajní revoltu v umění platilo oslabením praktické vůle k životu, jak dokládají i předčasná úmrtí Antonína Tomalíka a Vladimíra Boudníka a nešťastná smrt Jiřího Balcara. Podle Ševčíkových jsou magické vytváření objektů a s tím spjaté rituály, směřování k transcendenci a estetická kultivace naopak záchranou před tragikou a návratem k jistotě vyššího duchovního řádu – tedy spíše zpětnou vazbou k životu.
Jako symbol vyrovnání s odcizeným světem může umělecké dílo představovat oživení mýtotvorných archetypů nebo aktivní gesto, které zpředmětňuje a manifestuje osobní psychický model. Pro obsah sdělení v nefigurativním projevu, který postrádá přítomnost smyslově názorných prvků, se nositelem významového sdělení (záznamu psychického stavu umělce) stává soustava symbolů a znaků, které nelze přímo dešifrovat, ale lze je uchopit pouze pocitově a nevědomě. Samotný okamžik dokončení díla zároveň představuje i pro umělce uzavření procesu ztotožnění, který nelze opakovat ani vyložit. Umělecké dílo jako obraz-objekt obohacuje předmětnou i duchovní realitu světa o fenomén, který znepokojuje svou racionálně neuchopitelnou existencí a podněcuje diváka ke hledání významu a smyslu. Má zvláštní magickou přitažlivost, která nedovolí, abychom jej přešli bez povšimnutí a abychom jím nezůstali poznamenáni. Díla českého informelu jsou navzájem blízká svou ztěžklou monochromní (ne)barevností i rigorózním pojetím výraziva materiálových struktur.
Umělecký projev, označovaný pojmem „český informel“, v sobě koncentruje podstatné rysy českého umění v pozitivním i negativním smyslu. Podle Milana Knížáka má paralelu s českým uměním druhé poloviny 19. století v míře patosu, akcentované literárnosti i jakémsi podivném „materiálovém“ vlastenectví.

### Fotografický informel
Za předchůdce malířského a sochařského informelu lze považovat nefigurativní fotografie zobrazující beztvarost, náhodnost, neorganizovanost, kdy těsným přiblížením k objektu a dovnitř jeho rámce fotograf záměrně ruší souvislosti a možnost orientace. Čím konkrétněji je zobrazena hmota, tím více se stává abstraktní a podobná nefigurativním texturám obrazů. Častým námětem fotografie jsou zdi a nabízí se tak paralela mezi totalitním režimem a vězením. Surrealistická východiska se prolínají s existencialismem v ústředním tématu smrti – v námětech náhrobků, stél, vypálených děr, v prostředí smetišť a hřbitovů věcí. Oscilace mezi průnikem dovnitř a zpětným protitlakem se projevuje zaměřením na vrstevnatost a olupování povrchu hmoty, škvíry, prolákliny, vybouleniny a výstupky. Svůj původ v surrealismu má i estetika banality, která ve své nejradikálnější poloze zobrazuje indiferentní nicotu jako estetický objekt. Humanisticky zavazujícím a morálně imperativním poselstvím informelu, který se rodil z pocitů úzkosti a ohrožení, je odvaha čelit tíživé společenské situaci a podstoupit i značné osobní riziko. Existencialismus byl kromě jiného obranou individualismu proti státnímu diktátu ke kolektivismu.

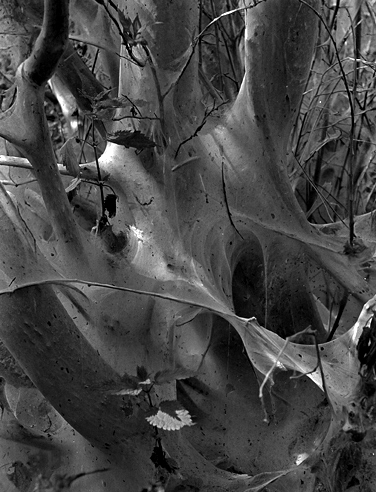
Karel Kuklik z cyklu Zamořená krajina I , 1959
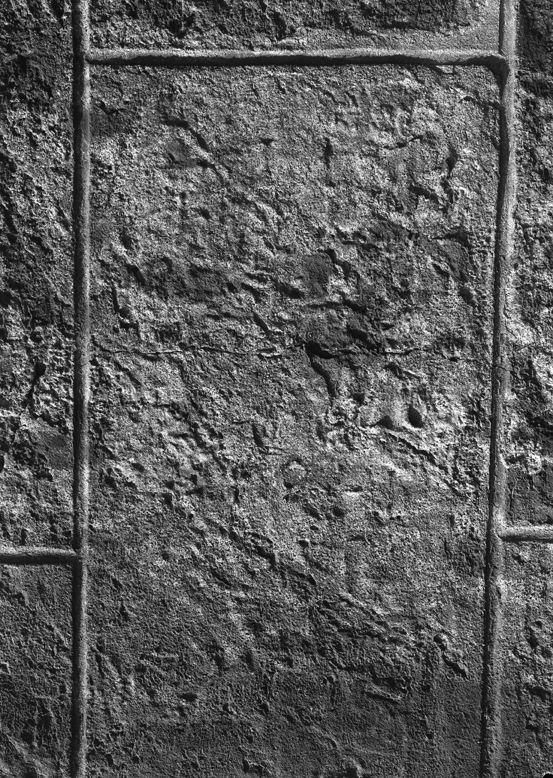
Karel Kuklik, Struktura č 3, 1960
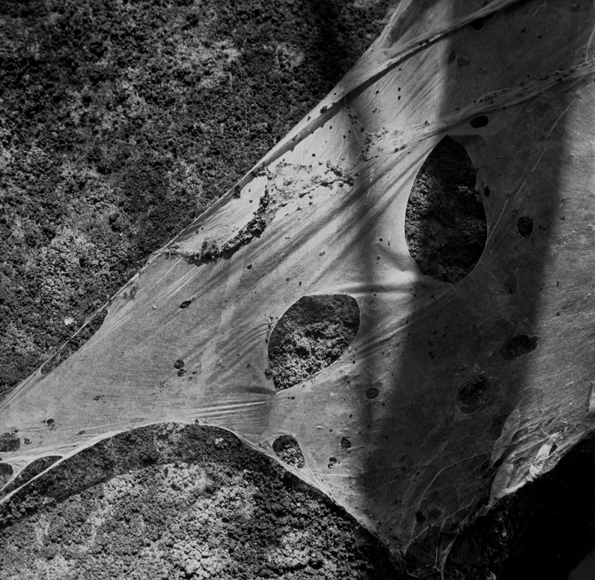
Karel Kuklik, z cyklu Zamořená krajina II, 1964
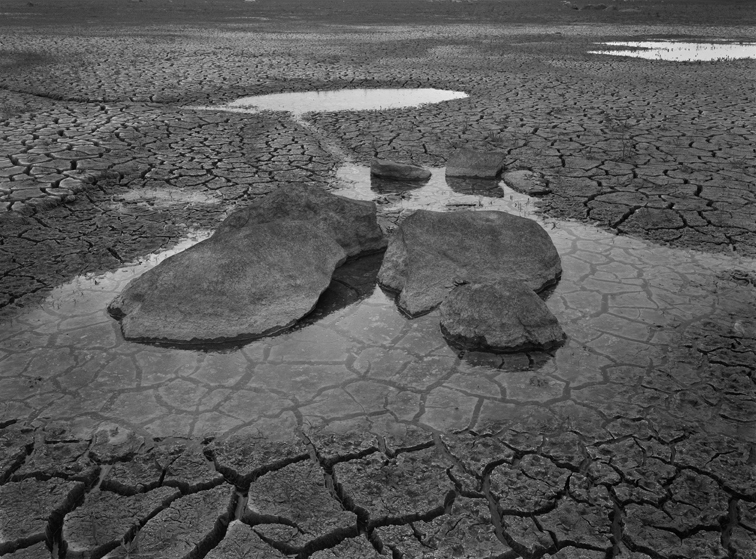
Karel Kuklik, z cyklu Krajina návratů II, 1980

Jiný směr fotografického informelu představují experimenty s fotografickou emulzí, které vytvářejí zcela umělé textury. To je případ např. fokalků Miloše Korečka a některých děl Miroslava Háka, Čestmíra Janoška nebo Běly Kolářové.

## Historie
V historii českého umění lze stěží najít podobný úkaz, jako byl vznik autentického hnutí české strukturální abstrakce na přelomu roku 1959 a 1960. Tento proud svou výtvarnou i mravní důsledností vytvořil jistý bod nejzazšího radikalismu, který českému umění chyběl.
Český informel představuje velmi krátký a přesně časově vymezený úsek a úzký okruh výtvarníků, většinou studentů nebo čerstvých absolventů Akademie výtvarných umění. Podle Aleše Veselého bylo společným východiskem odmítnutí malby a příklon ke gesticko-expresivní abstrakci. Silný vliv měly mimovýtvarné podněty, jako díla Kafky, Camuse, Joyce či Ladislava Klímy, absurdní texty Samuela Becketta, seriální a punktuální hudba (Karlheinz Stockhausen, Krzysztof Penderecki), elektronická hudba Edgarda Varèse, ale i objevy fyziky a matematiky (Heisenberg, Wiener). Ze zahraničního umění, o kterém měli čeští výtvarníci pouze útržkovité informace, cítili spřízněnost s Art brut Jeana Dubuffeta. Zprostředkovaně z fotografií znali kompozice Alberto Burriho ze sešívaných jutových pytlů, abstraktní reliéfní textury obrazů Jeana Fautriera a Manolo Millarese, materiálovou malbu Antoni Tàpiese, kovové reliéfy Zoltána Kemény, sochy Eduardo Paolozziho, Lynna Chadwicka a Kennetha Armitage. Inspirací bylo i samo prostředí zanedbané, zchátralé a šedivé Prahy 50. let.
Tento výtvarný fenomén vznikl spontánně v okruhu několika jednotlivců, kteří nebyli vázáni nějakým společným programem, ale pouze podobným duchovním pocitem. Zakladatelé se ostře vymezili nejen proti lživé ideologické doktríně "socialistického realismu" a požadavku zobrazovat skutečnost lehkou svěží technikou v jásavých barvách, ale zároveň proti celé dobové produkci pokleslých odvarů impresionismu a fauvismu, nebo krotkým modernistickým tendencím, které pěstovaly skupiny Máj 57, Trasa nebo UB 12. V horečnaté atmosféře doby o stupni autenticity rozhodovaly měsíce a týdny mezi dvěma soukromými výstavami nazvanými Konfrontace – první v březnu 1960 v ateliéru Jiřího Valenty a druhé v říjnu 1960 v ateliéru Aleše Veselého. V létě 1960 byla v ateliéru Jiřího Valenty připravena improvizovaná výstava pro zahraniční kritiky, kteří navštívili Prahu cestou z kongresu AICA v Polsku. Díky tomu bylo ve významných odborných zahraničních časopisech publikováno několik článků o fenoménu českého informelu.
Veřejné výstavy roku 1964 v Nové síni (Výstava D) a roku 1965 (Alšova síň UB) již byly víceméně bilanční a ukončily živou fázi tvorby. V následujícím období se začal uplatňovat prvek jistého manýrismu a původní syrové gesto se změnilo v produkci estetické dekorace. Teprve dodatečně se v textech teoretiků mytizuje surreálné východisko informelu a za specifikum domácí tvorby je považována romantická tradice, symbolizace a bizarní výlučnost. Všichni výtvarníci ze zakladatelské generace českého informelu se již před polovinou 60. let vrátili k figuraci nebo jiným formám uměleckého výrazu. Samotná syrovost informelu otevřela prostor avantgardního umění 60. let v němž se uplatnily vlivy neodadaismu, lettrismu, popartu a op-artu, konstruktivních tendencí, akčního umění, nové figurace nebo post-surrealistické estetiky „divnosti“.
Nová mladší generace kolem roku 1965 již pouze manipuluje se surrealistickým východiskem bez obsahu a nezbytné spirituality a existenciální zkušenost nahrazuje banální metaforikou. Jejich příklon k nefigurativní tvorbě není podmíněn potřebou nového sdělení, ale je pouhým formálním přijetím nové abstraktní řeči nebo paradoxní snahou o vyjádření starých obsahů novými prostředky.

## Výtvarníci
Za zakladatelskou osobnost a organizátora Konfrontací je považován Jan Koblasa, v jehož ateliéru se uskutečnila v červnu 1959 první neoficiální výstava jeho vlastních prací vzniklých v předchozích čtyřech měsících. K radikálnímu proudu českého informelu patří výtvarníci, kteří se zúčastnili prvých dvou výstav nazvaných Konfrontace: Zdeněk Beran, Vladimír Boudník, Čestmír Janošek, Jan Koblasa, Antonín Málek, Antonín Tomalík, Jiří Valenta, Aleš Veselý, Zbyšek Sion. K výstavám Konfrontace byli přizváni i Mikuláš Medek a Emila Medková, ale účast odmítli.
Do širšího okruhu umělců, kteří se přiklonili k abstrakci a připravovali v 60. letech založení skupiny Konfrontace, patřili Jiří Balcar, Zdeněk Beran, Václav Boštík, Vladimír Boudník, Hugo Demartini, Bedřich Dlouhý, Jan Hendrych, Josef Istler, Jiří Janeček, Čestmír Janošek, Olga Karlíková, Jan Koblasa, Jiří Kolář, Běla Kolářová, Jitka Kolínská, Jan Kotík, Karel Kuklík, Antonín Málek, Karel Malich, Pavla Mautnerová, Mikuláš Medek, Emila Medková, Jiří Mrázek, Ludmila Padrtová, Robert Piesen, Zbyněk Sekal, Zbyšek Sion, Václav Tikal, Antonín Tomalík, Jiří Valenta, Vladimír Vašíček, Aleš Veselý, Marián Čunderlík, Juraj Kočiš, a teoretici Antonín Hartmann, Jan Kříž, Bohumír Mráz, Ludmila Vachtová, Dalibor Veselý.
České abstraktní umění 60. let mělo své předchůdce, ale přímá souvislost s českým informelem neexistuje. Ojedinělá díla abstraktního umění ze 40. let mají původ v surrealismu (Toyen, Josef Istler, Skupina Ra). Abstraktní tvorbu lze nalézt v díle Zdenka Rykra, Pravoslava Kotíka a Jana Kotíka. Nový výrazový potenciál vnesl do českého umění svými „aktivními“ a „strukturálními“ grafikami v letech 1954–1959 Vladimír Boudník. Spojitost s tvorbou 50. let představují také další jména z okruhu skupiny Konfrontace (Istler, Kotík, Tikal). Koncem 50. let a roku 1960 tvořili abstraktní monotypy a tašistické nebo lité obrazy Jan Kubíček, Jan Koblasa, Čestmír Janošek, Jiří Balcar, Robert Piesen.
Radikální strukturální abstrakce ovlivnila široký okruh výtvarníků a kromě účastníků Konfrontací se počátkem 60. let zabývali informelem po přechodnou dobu i další výtvarníci – Karel Nepraš, Bedřich Dlouhý, Jaroslav Vožniak, Pavel Nešleha, Naděžda Plíšková, Jaroslav Hovadík, Miloslav Hladký, Petr Bareš, Dana Puchnarová, Jaroslav Šerých, Jan Steklík, Eva Janošková, James Janíček, Jan Švankmajer, Jan Hladík, Vladimír Suchánek, Lubomír Přibyl, Hugo Demartini, ad. Výstav Konfrontace se zúčastnili někteří fotografové (Stanislav Benc, Čestmír Krátký, Karel Kuklík) a k informelu lze řadit také např. absolventský film Václava Mergla, založený na animaci beztvarých hmot. Na Slovensku silně rezonovala explozivní nálož negace, jakou představovala strukturální abstrakce a v Bratislavě se první Konfrontace uskutečnila již roku 1961 u Josefa Jankoviče. Iniciátory dalších neoficiálních výstav (Bratislavské konfrontácie) byli Eduard Ovčáček a Miloš Urbásek.
Zdeněk Felix roku 1965 uvádí jako zakladatelské osobnosti Boudníka, Medka, Istlera a Piesena. Z původního okruhu informelu se podle něj vyčlenily dva proudy. Z nich první, spojený s radikální strukturální abstrakcí, rozvíjí dál původní reliéfy-objekty (Málek, Tomalík) a asambláže (Veselý) nebo přechází k figurální tvorbě (Koblasa, Valenta, Sion). Čestmír Janošek do svých děl začleňuje prvky neo-dada a pop-artu. Do druhého proudu zařadil výtvarníky fantaskního směru (Nepraš, Dlouhý, Vožniak), kteří navazují na surrealismus Janouška, Štyrského, Toyen a Tikala.
Ve druhé polovině 60. let se o informel přestali zajímat historikové umění a roku 1968 tragicky zahynuli Tomalík, Boudník a Balcar. Po srpnové okupaci 1968 emigrovali do zahraničí Koblasa, Valenta, Málek, Sekal, Kotík, Janoškovi, Hovadík, již předtím roku 1965 Robert Piesen a Pavla Mautnerová. Ti, kteří v Československu zůstali, se stali pro režim nežádoucí a byli odsouzeni k vnitřnímu exilu.

### Výstavy
- březen 1960, ateliér Jiřího Valenty – Zdeněk Beran, Vladimír Boudník, Čestmír Janošek, Jan Koblasa, Antonín Málek, Antonín Tomalík, Jiří Valenta, Aleš Veselý, italský host Guido Biasi
- říjen 1960, ateliér Aleše Veselého – Vladimír Boudník, Čestmír Janošek, Jan Koblasa, Václav Křížek, Antonín Málek, Zbyšek Sion, Antonín Tomalík, Jiří Valenta, Aleš Veselý, fotografové Stanislav Benc, Karel Kuklík, Jiří Putta
- 1962 Argumenty I., Galerie sztuki nowocesnej Krzywe Koło ve Varšavě – Jiří Balcar, Vladimír Boudník, Josef Istler, Jan Koblasa, Mikuláš Medek, Aleš Veselý, Robert Piesen (z polské strany Marian Bogusz, Zbygniev Dłubak, Stefan Gierowski, Bronisłav Kierzkowski, Edward Krasiński, Hilary Kryzstofiak, Alfred Lenica, Teresa Pągowska, Henryk Stażewski, Jerzy Tchórzewski, Rajmund Ziemski)[36]
- 1964 Výstava D, Galerie Nová síň – Jiří Balcar, Vladimír Boudník, Josef Istler, Čestmír Janošek, Jan Koblasa, Mikuláš Medek, Karel Nepraš, Robert Piesen, Zbyněk Sekal, Jiří Valenta, Aleš Veselý
- 1965 Konfrontace III, Alšova síň Umělecké besedy – Vladimír Boudník, Miloslav Hotový, James Janíček, Čestmír Janošek, Antonín Málek, Pavel Nešleha, Zbyšek Sion, Antonín Tomalík, Jiří Valenta, fotografové Stanislav Benc, Čestmír Krátký, Karel Kuklík
- 1991 Český informel. Průkopníci abstrakce z let 1957-1964 / Czech informel. Pioneers of Abstraction 1957-1964, Staroměstská radnice, Praha
- 1991 Antonín Tomalík: Výběr z díla 1957 - 1968 / Selected works 1957 - 1968,  Staroměstská radnice, Praha
- 1991 Český informel. Strukturální fotografie, okruh bratislavských konfrontací a autoři mimo hlavní proud / Czech informel. Structural photography, the Bratislava confrontation circuit and authors outside the mainstream, Galerie Václava Špály, Praha
- 2015 Informel a jeho přesahy. Výstava z depozitáře, GaVU Cheb[37]

### Vybraná díla

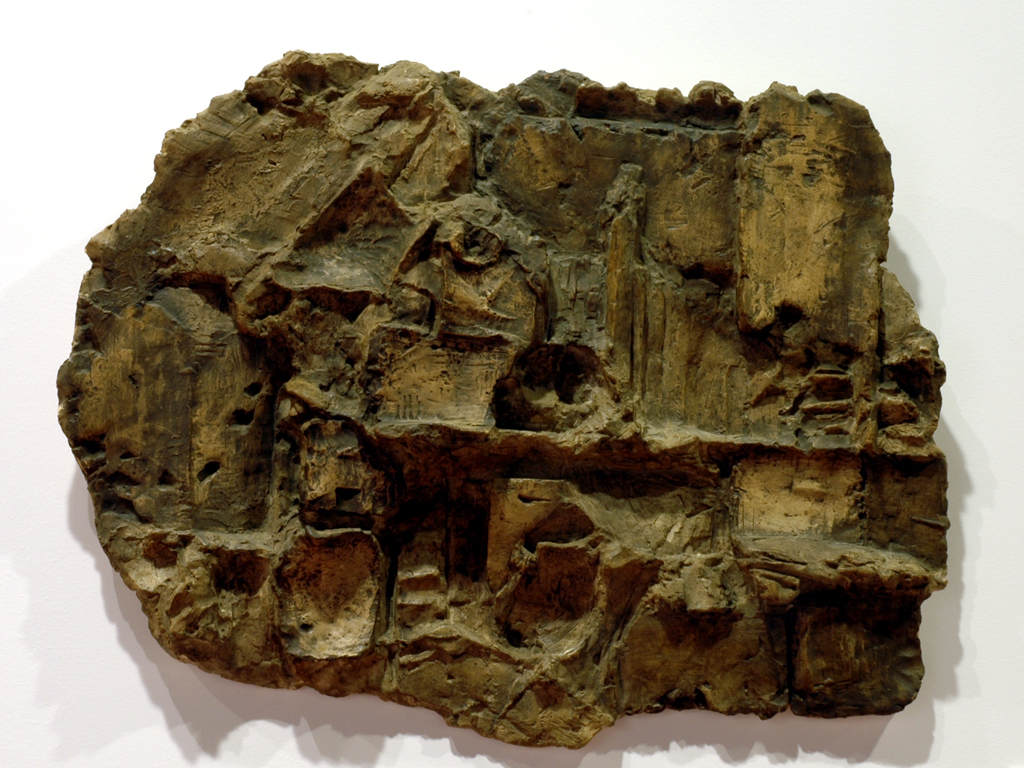
Jan Koblasa, Hlava, 1959
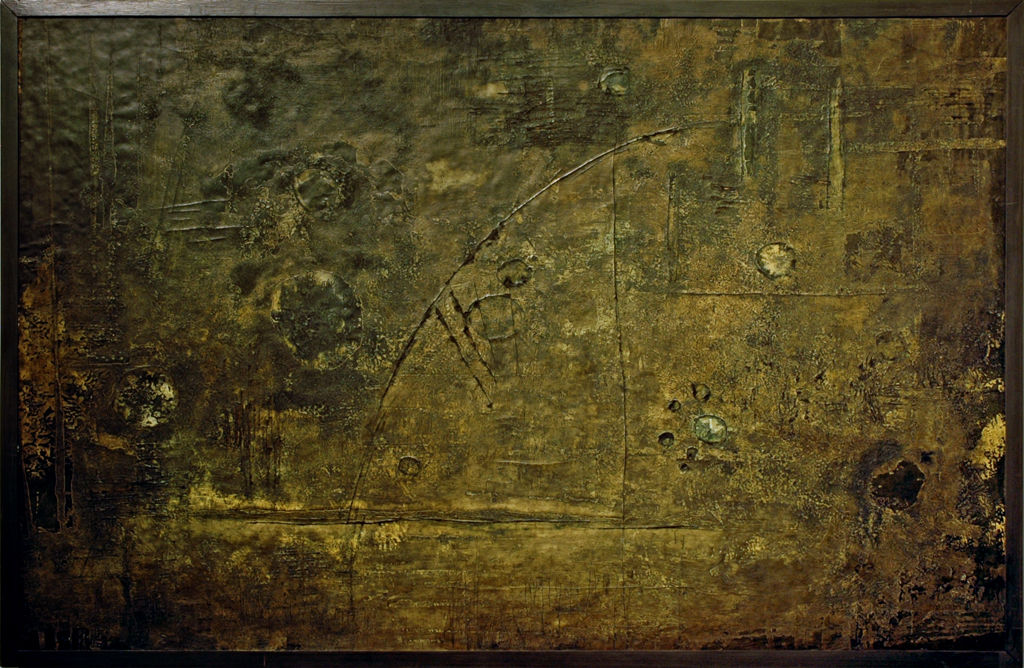
Jan Koblasa, Noli tangere circulos meos III, 1960
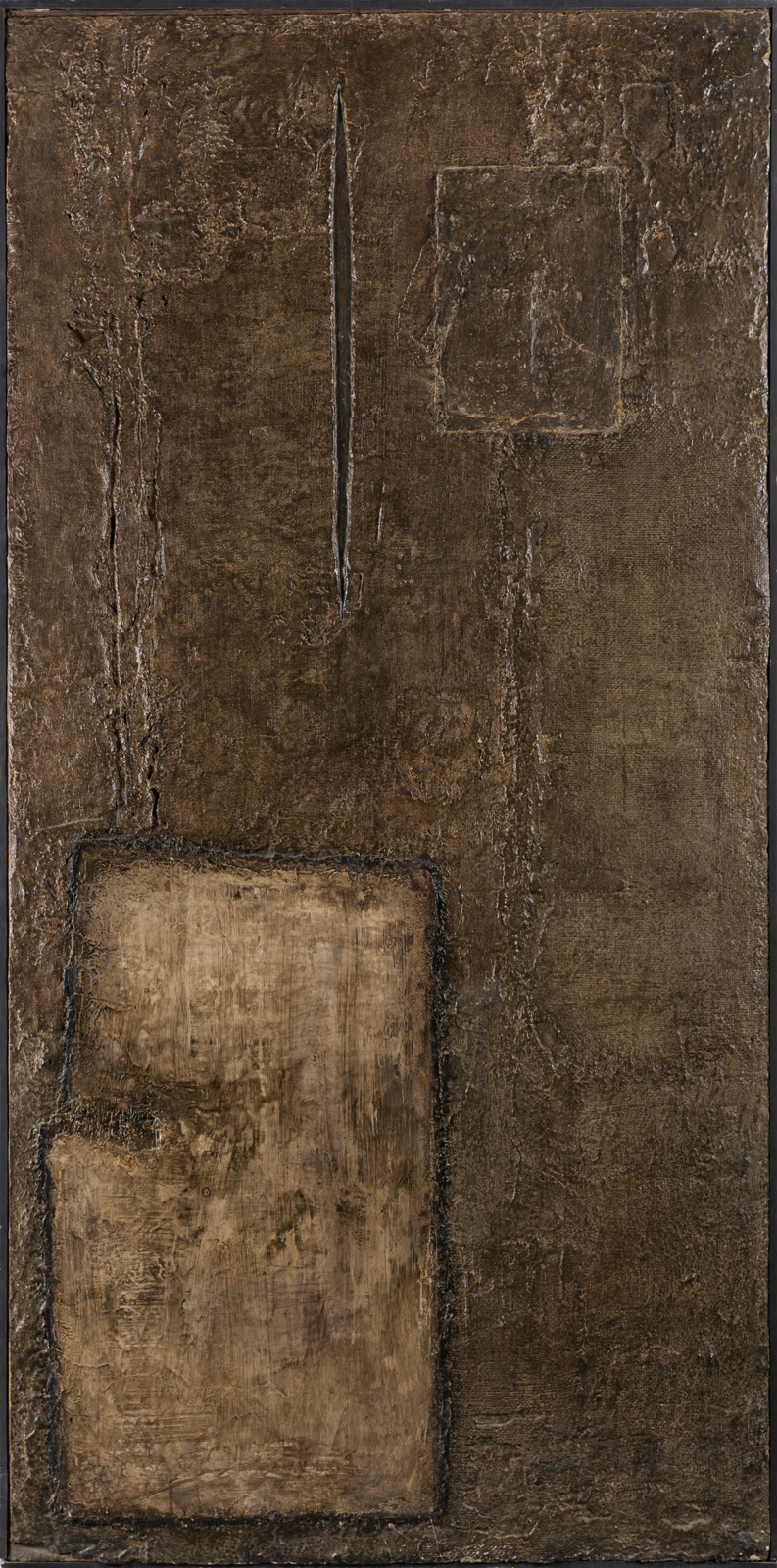
Jiří Valenta, Koláž II (1960), Museum Kampa
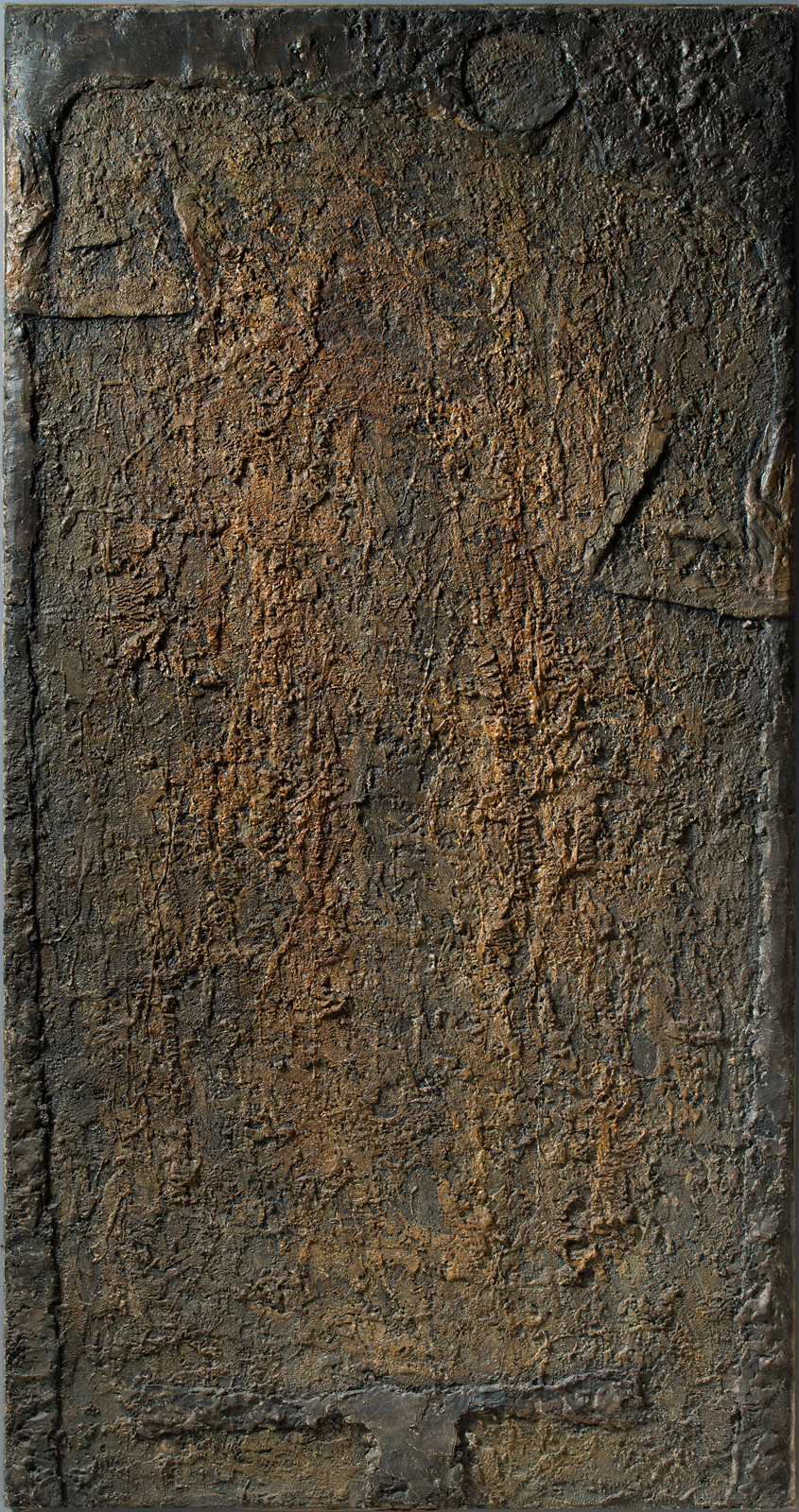
Jiří Valenta, Duch zabitého (1961), Národní galerie v Praze
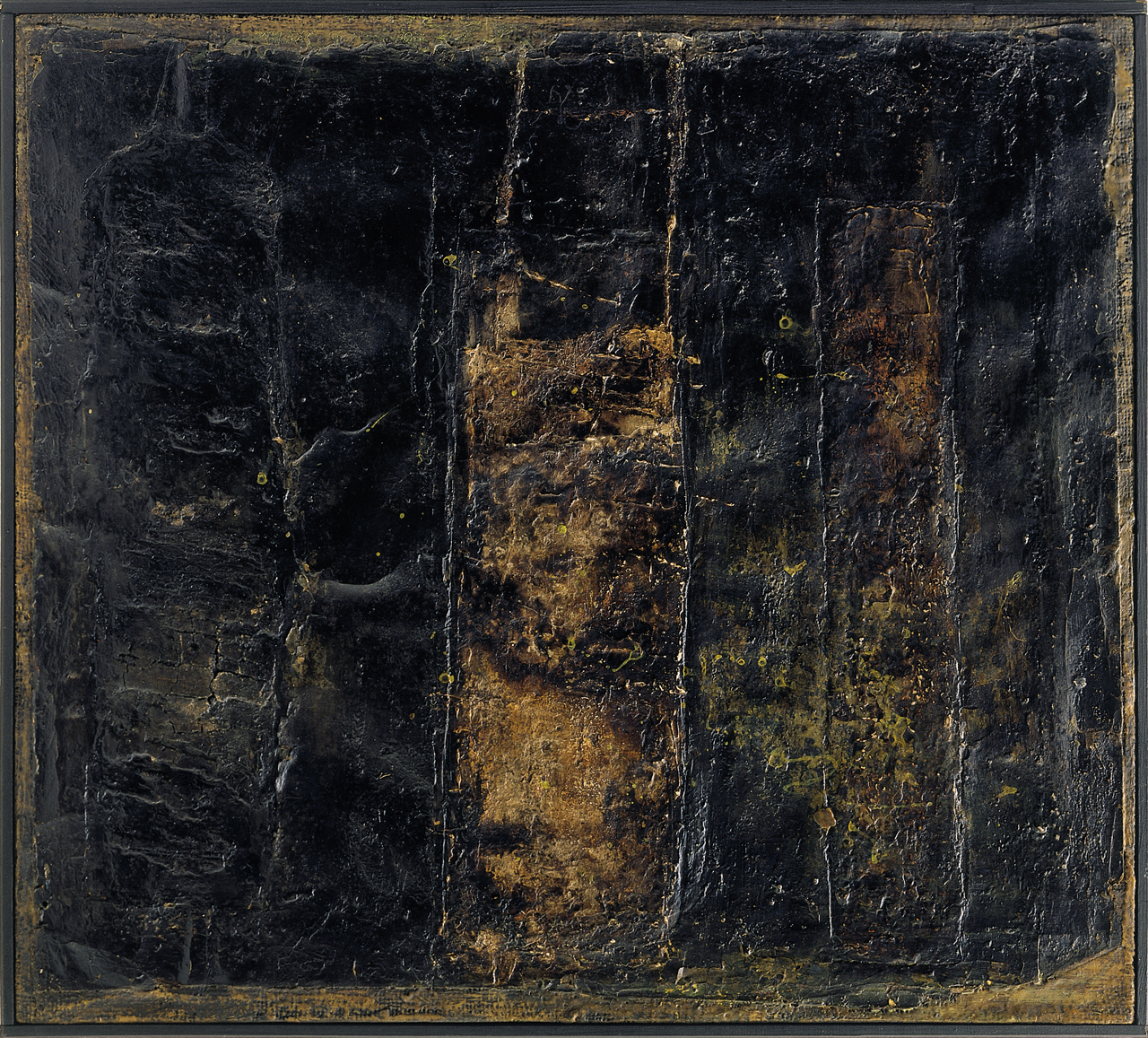
Zdeněk Beran, Náznak tří figur I (1959-1961)
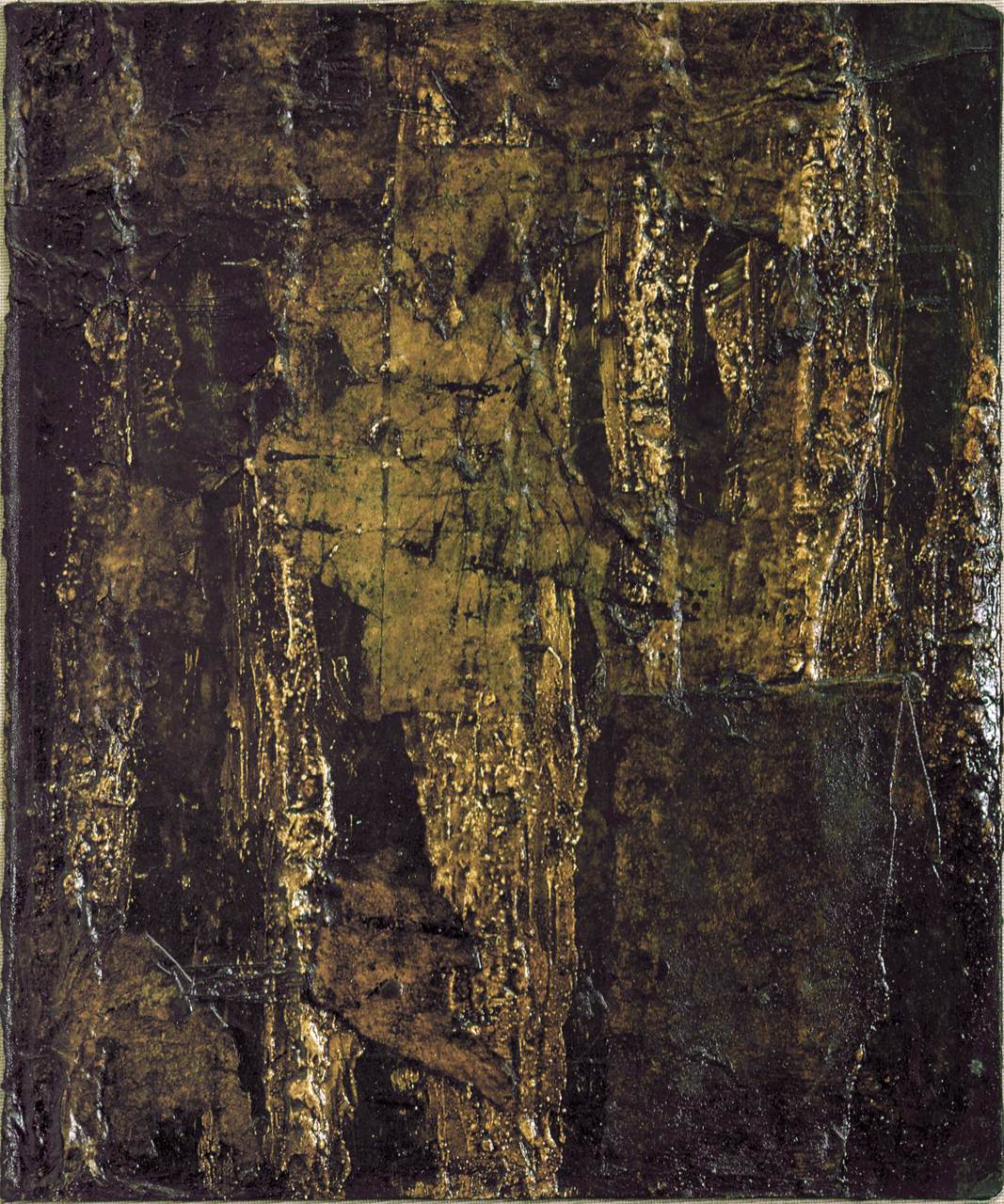
Zdeněk Beran, Studie struktury VI (1961)
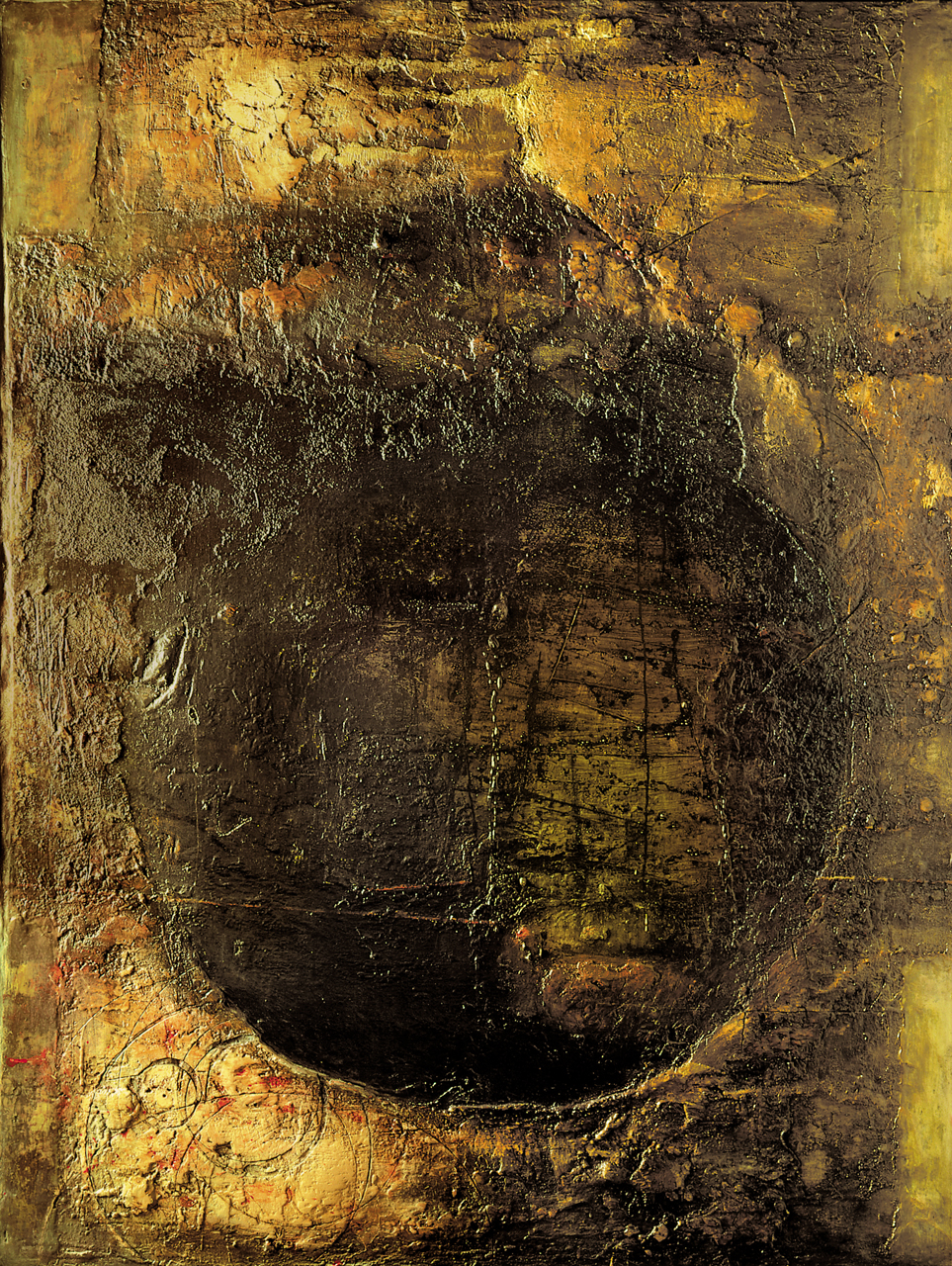
Zdeněk Beran, Velká červená struktura (1963)
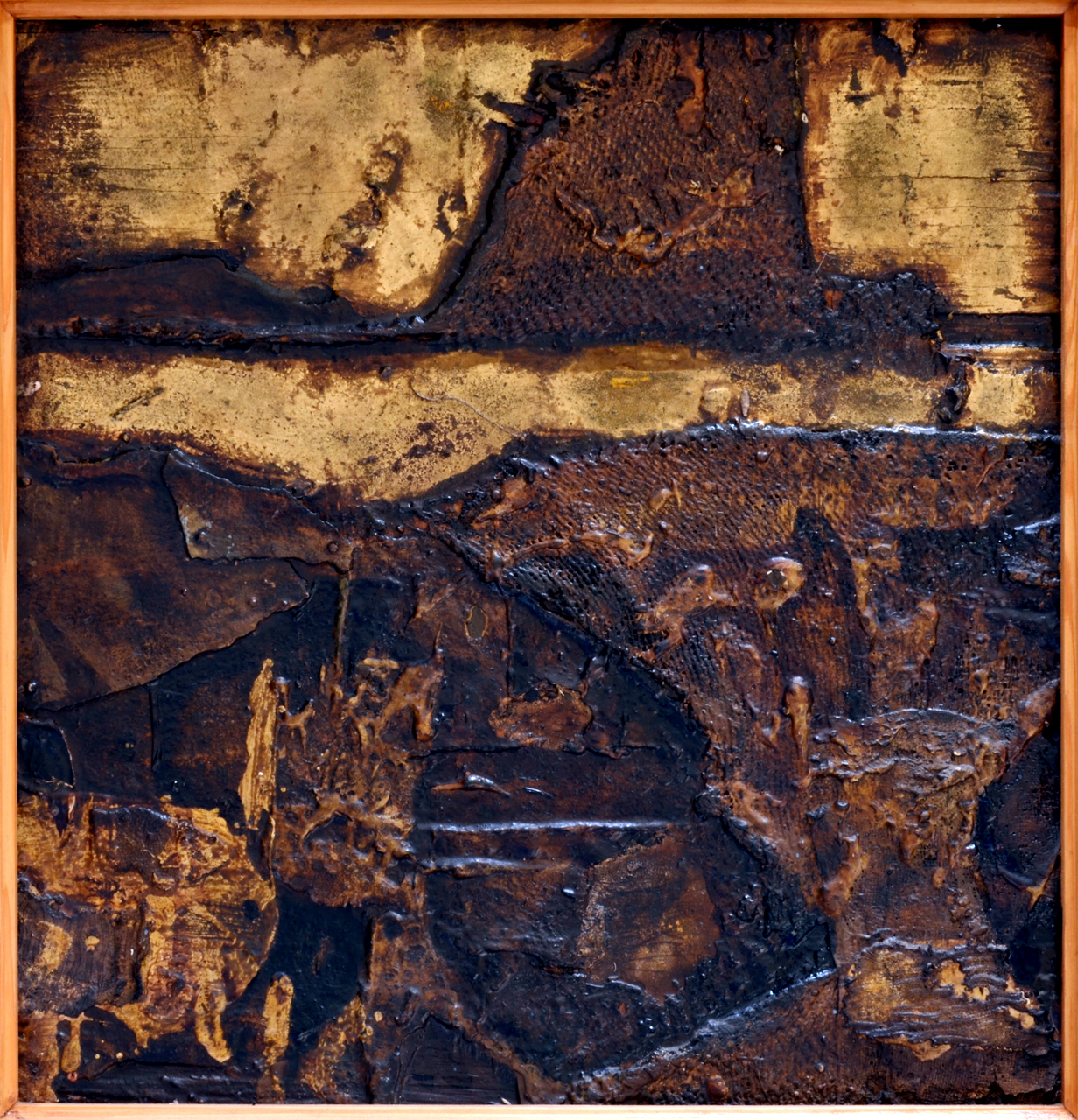
Zbyšek Sion, Archeologická krajina, 1961
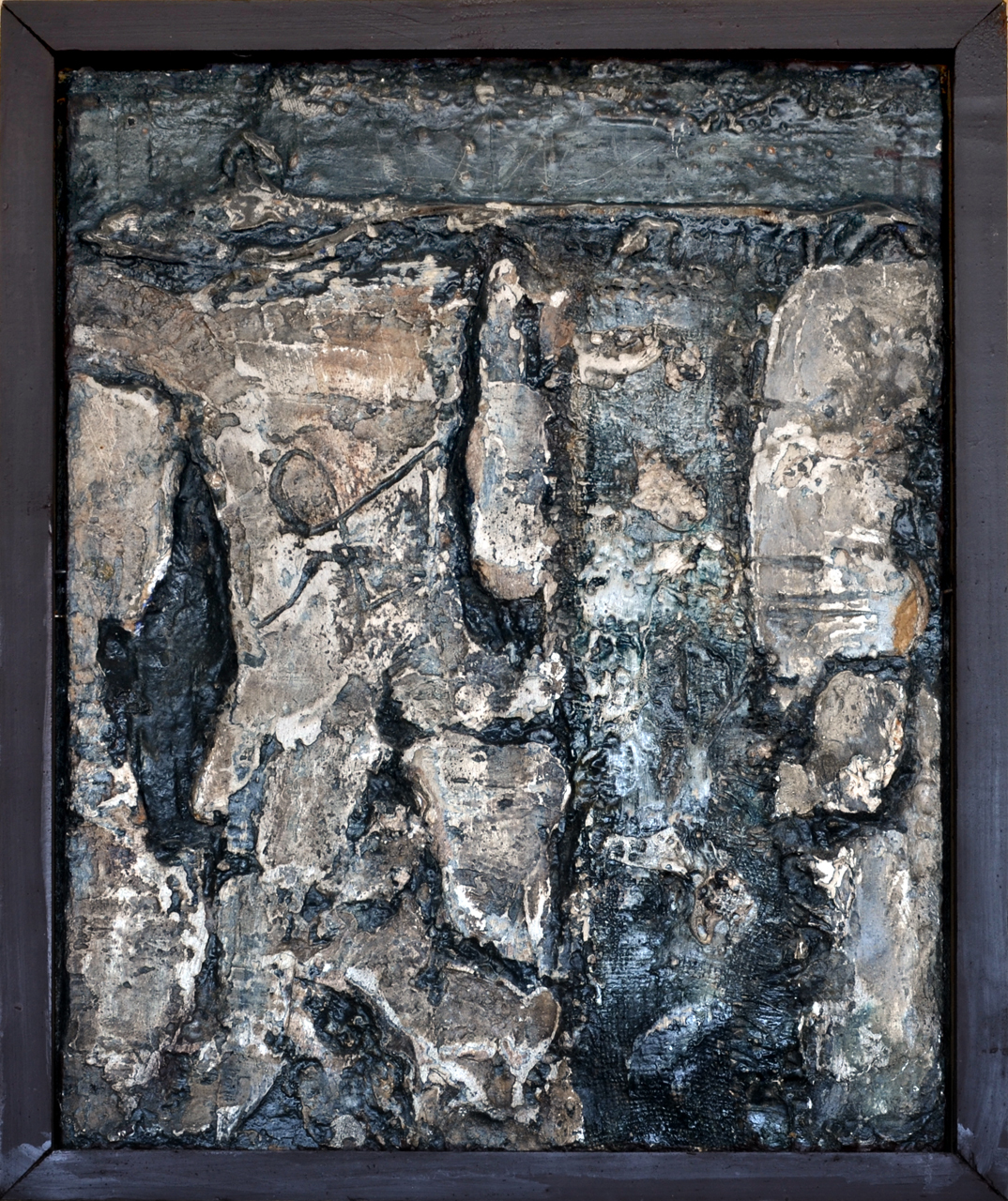
Zbyšek Sion, Bez názvu, 1961
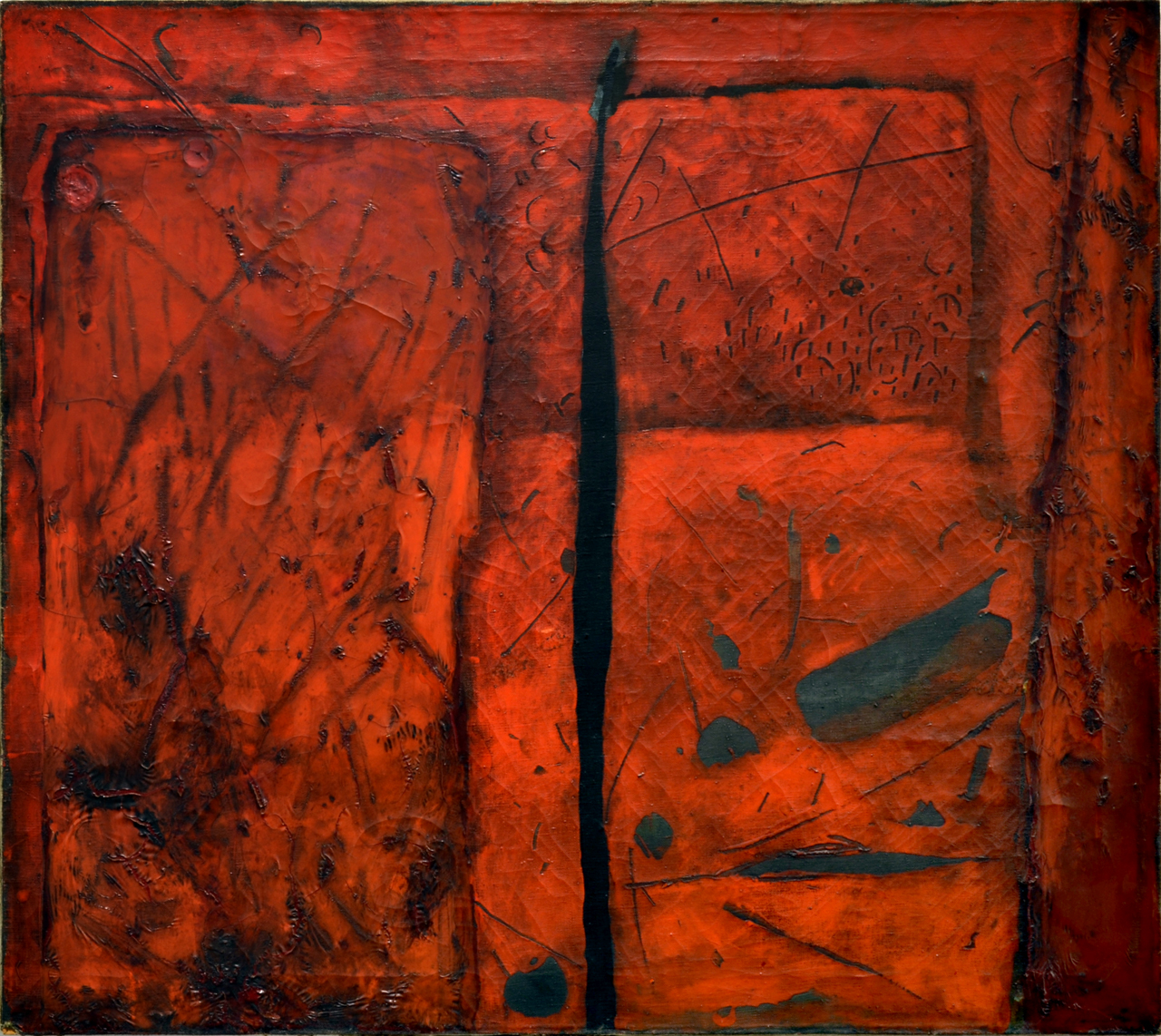
Jaroslav Vožniak, Červený IV, 1961
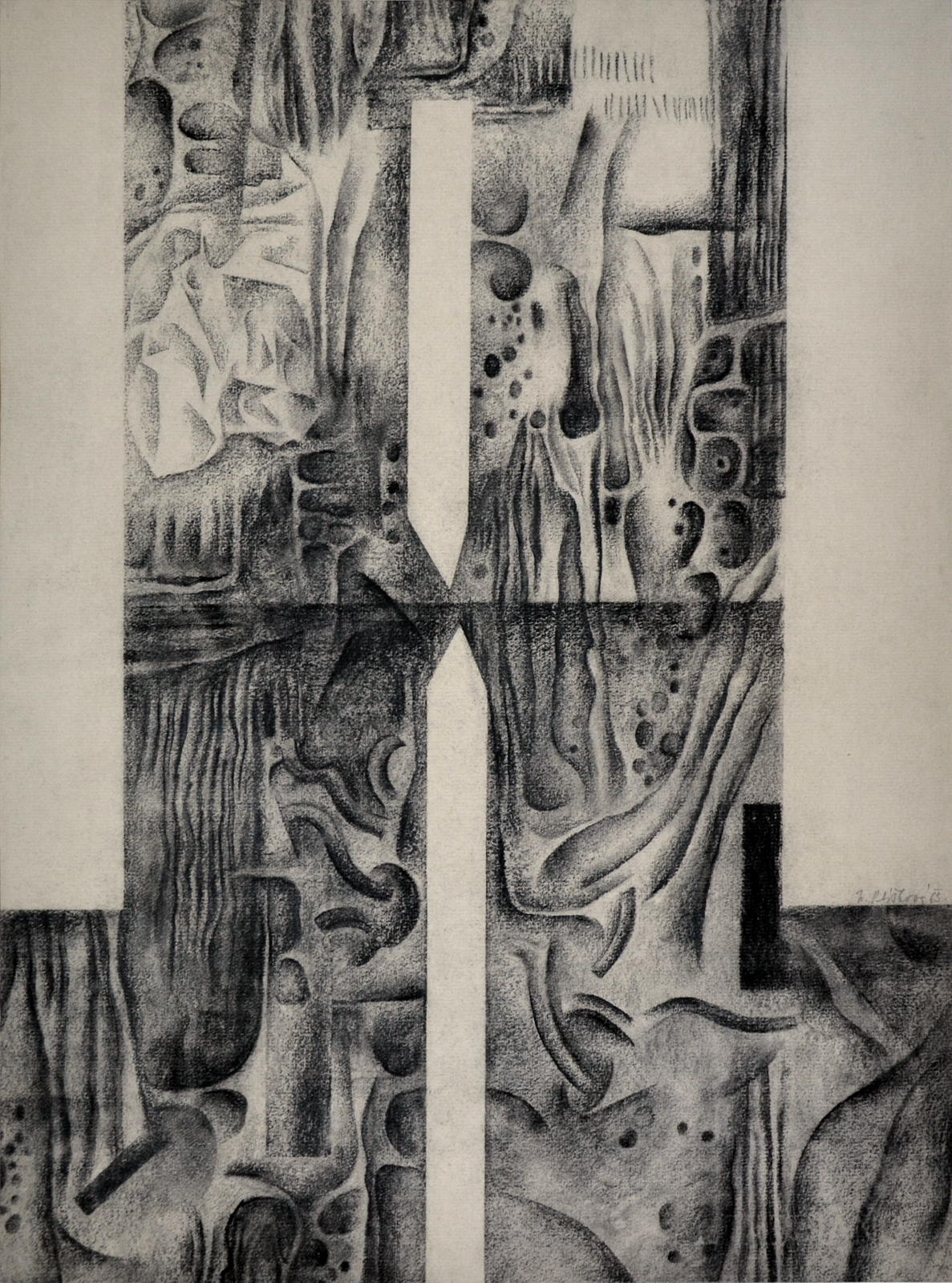
Naděžda Plíšková, Dvojice, 1963
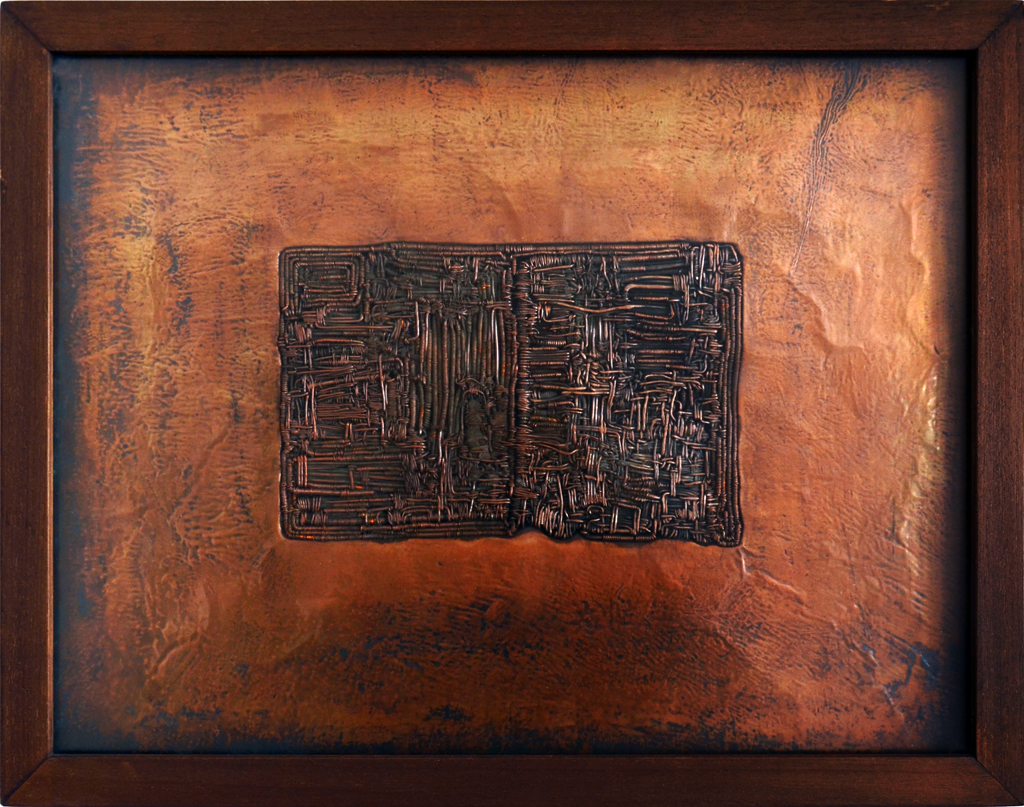
Zbyněk-Sekal, Bez názvu, 60.-léta
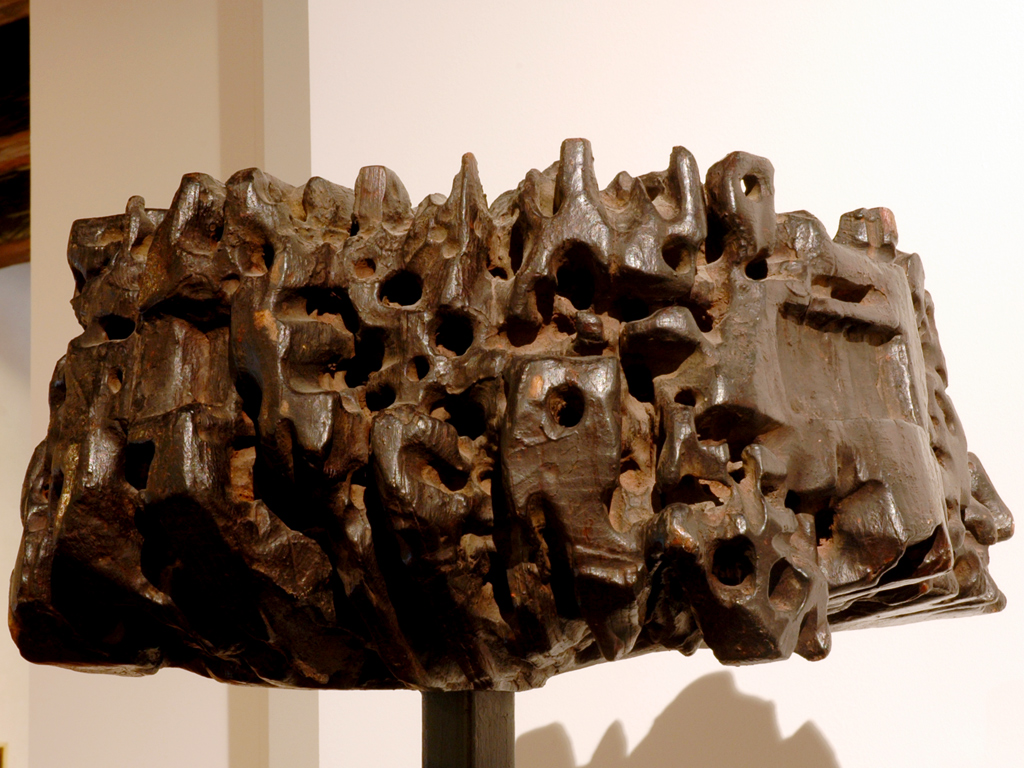
Jan-Koblasa, Pomazaná hlava, 1963
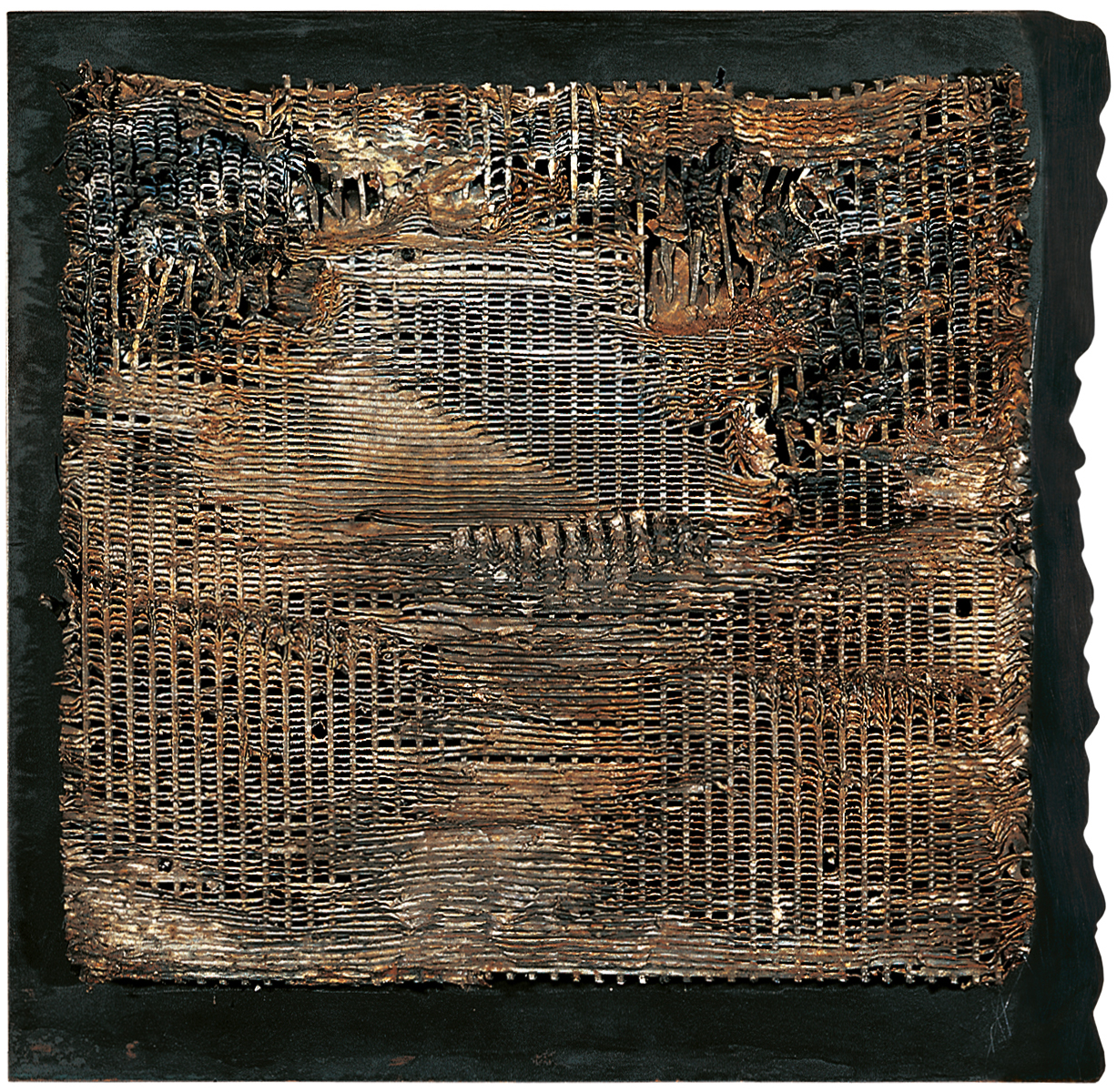
Theodor Pištěk, Zápisky zmizelého, 1963
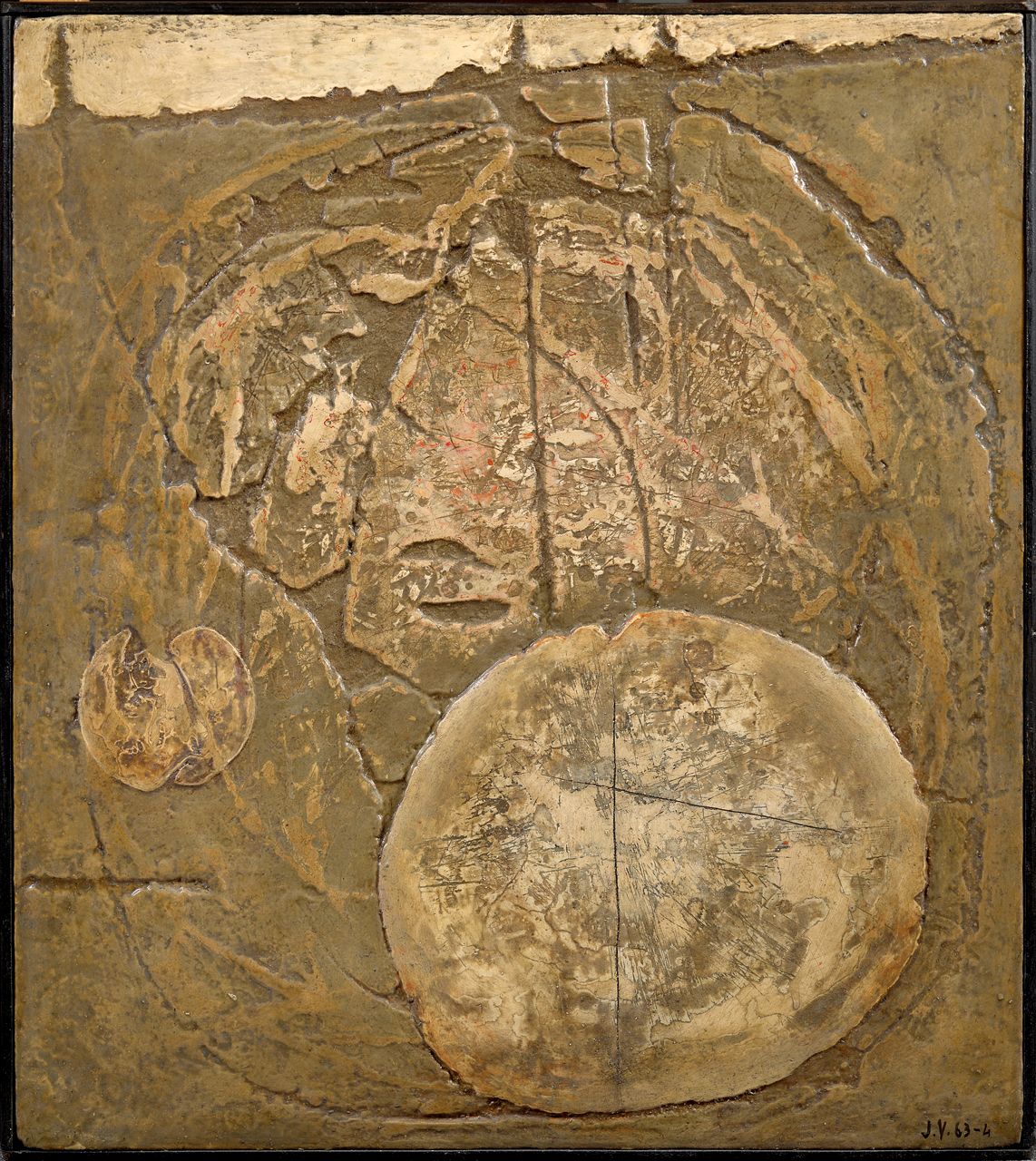
Jiří Valenta, Studie II (1963-1964), GASK Kutná Hora
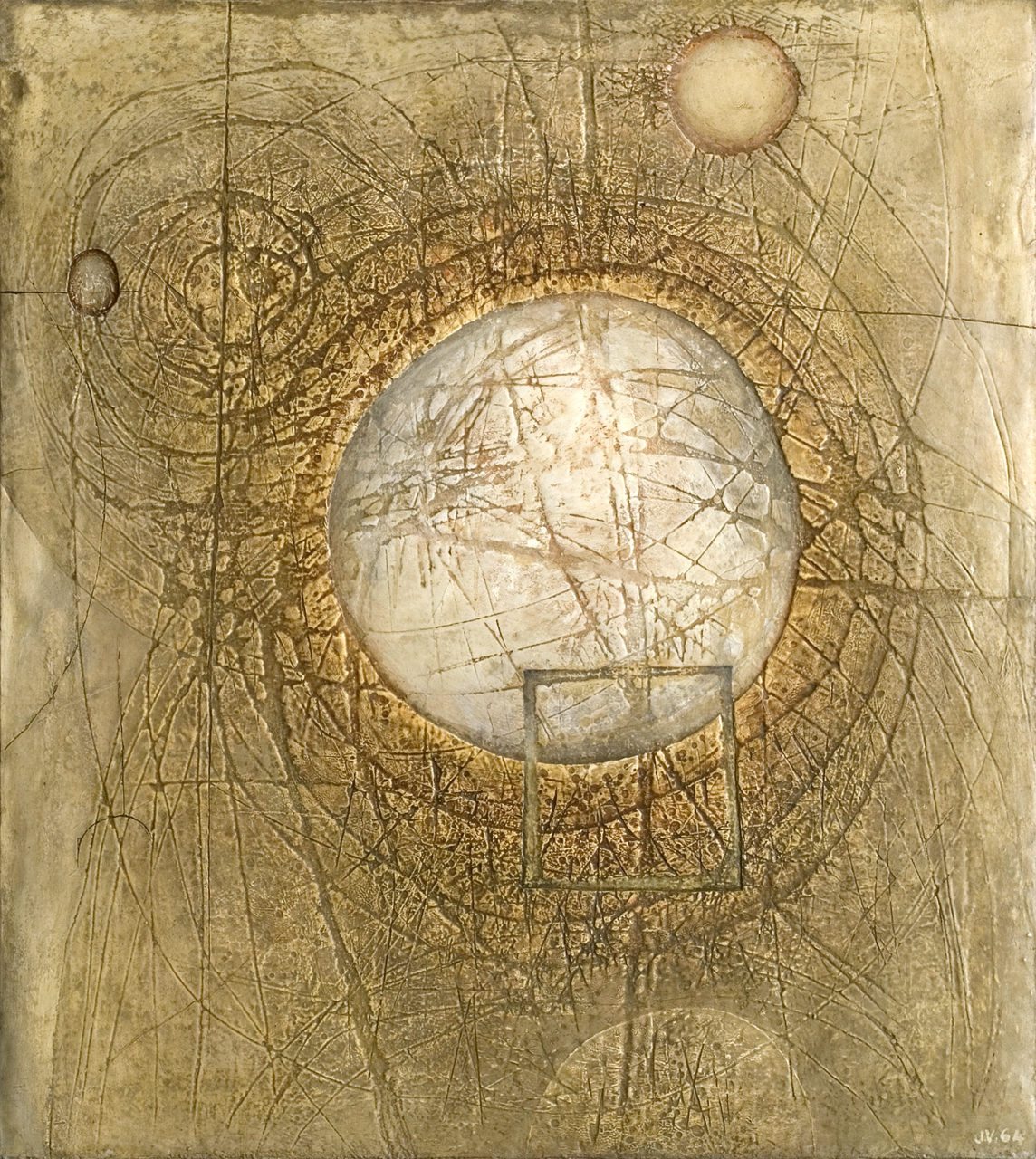
Jiří Valenta, Syntetická tkáň I (1964), GU Karlovy Vary
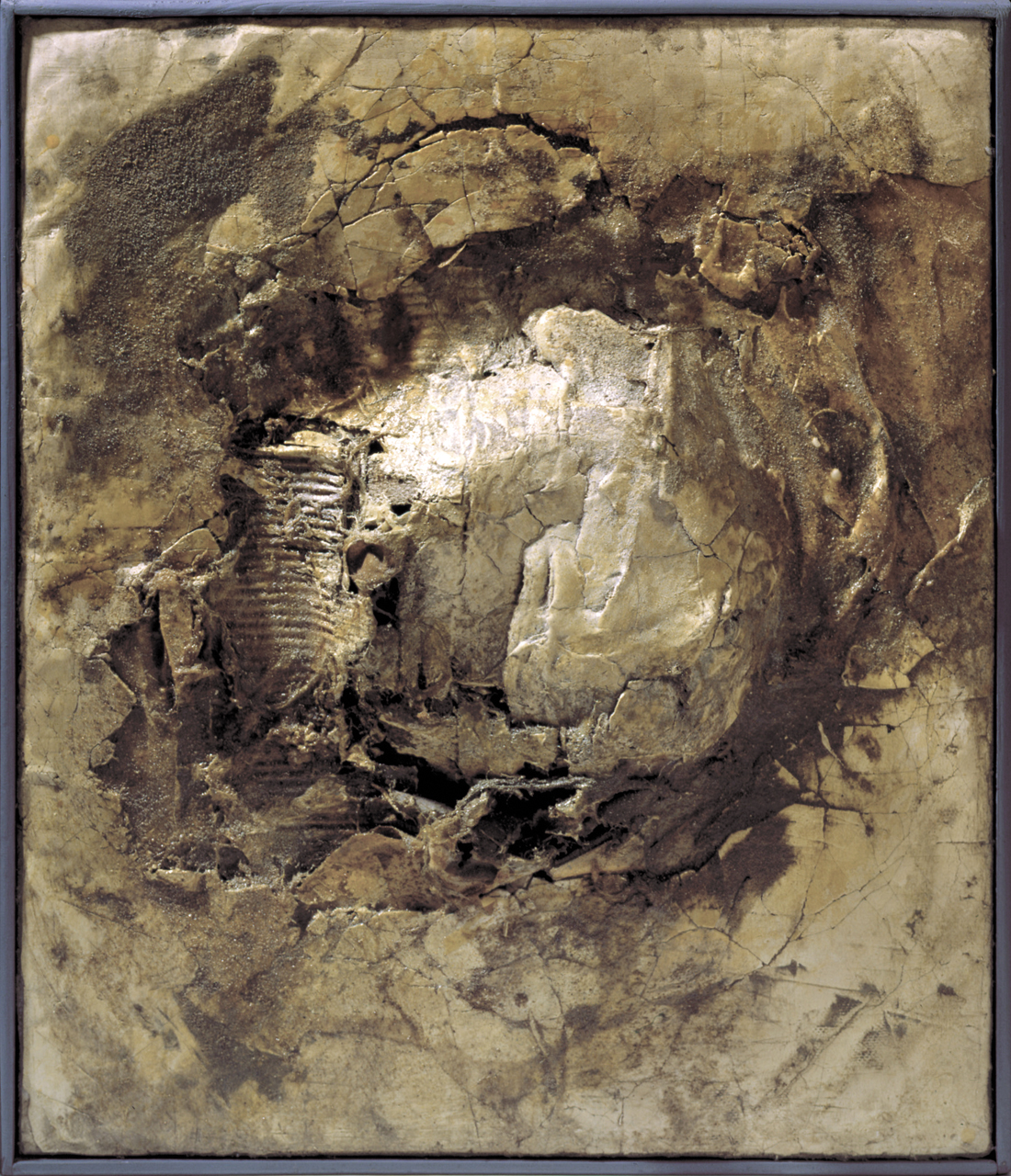
Zdeněk Beran, Výduť (1965)
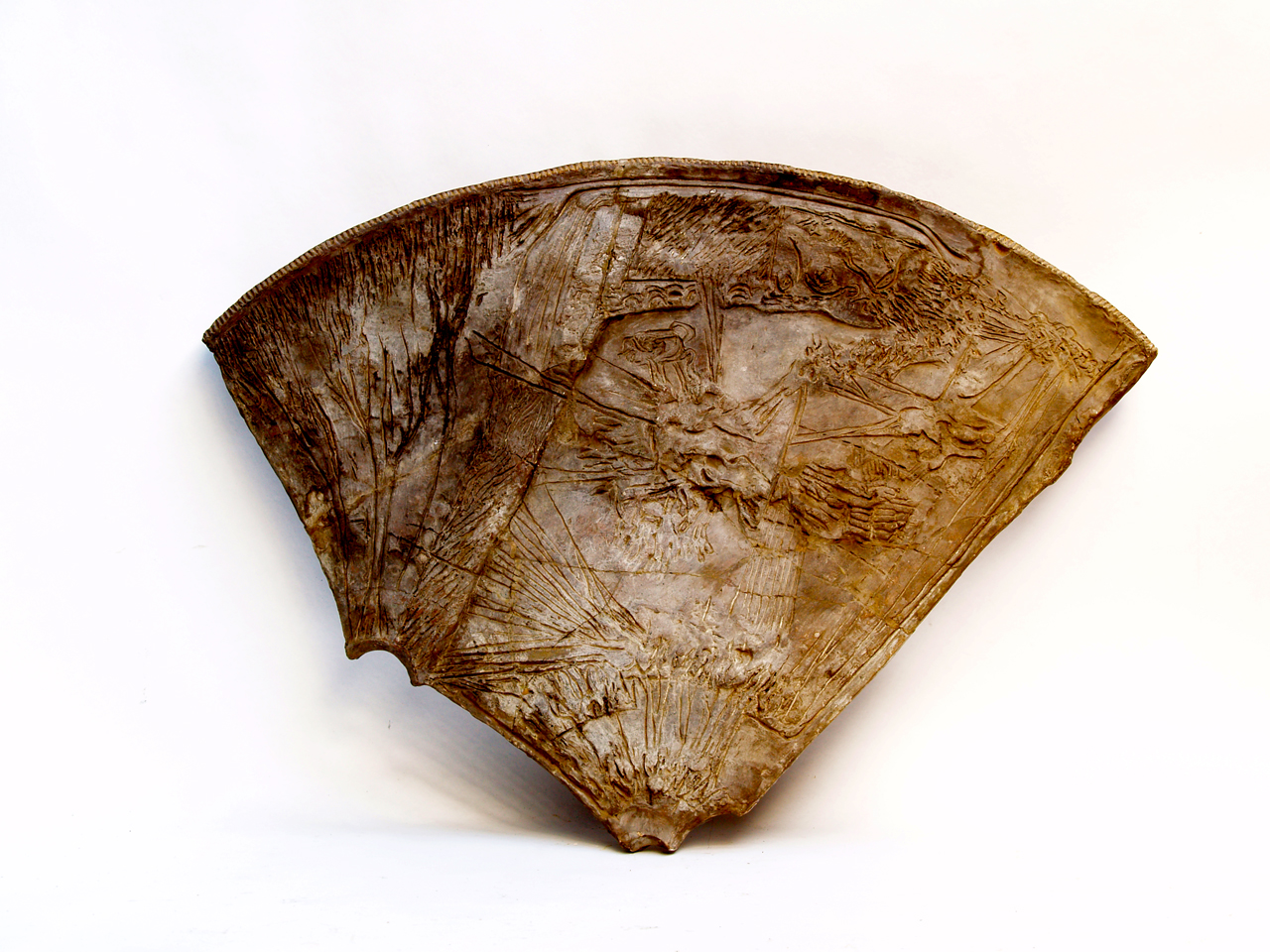
Karel Pauzer, Segment, 1965
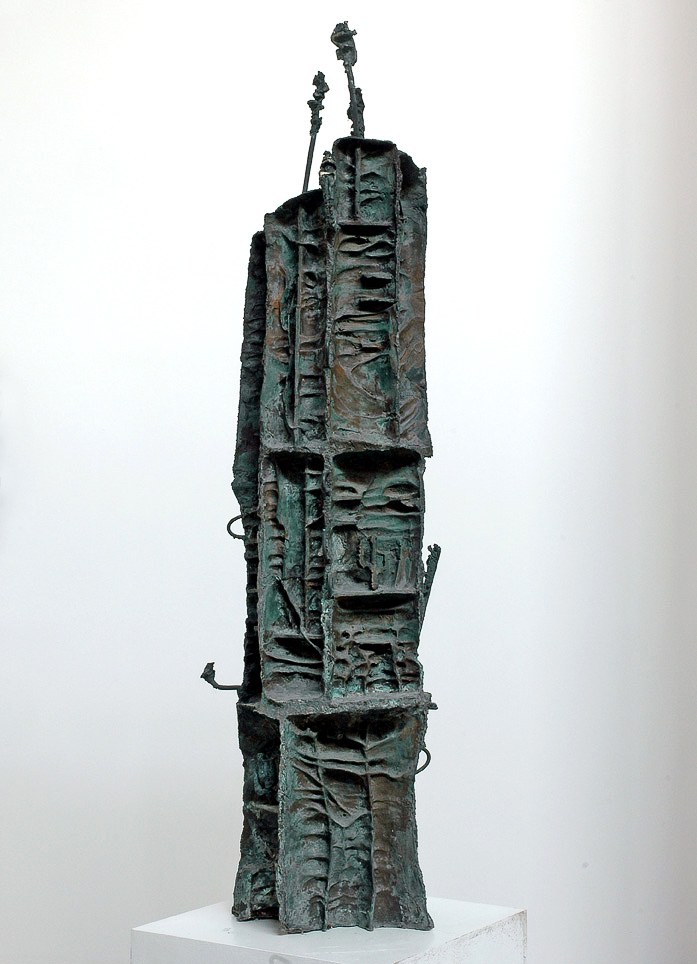
Karel Nepraš, Zámek III, 1967
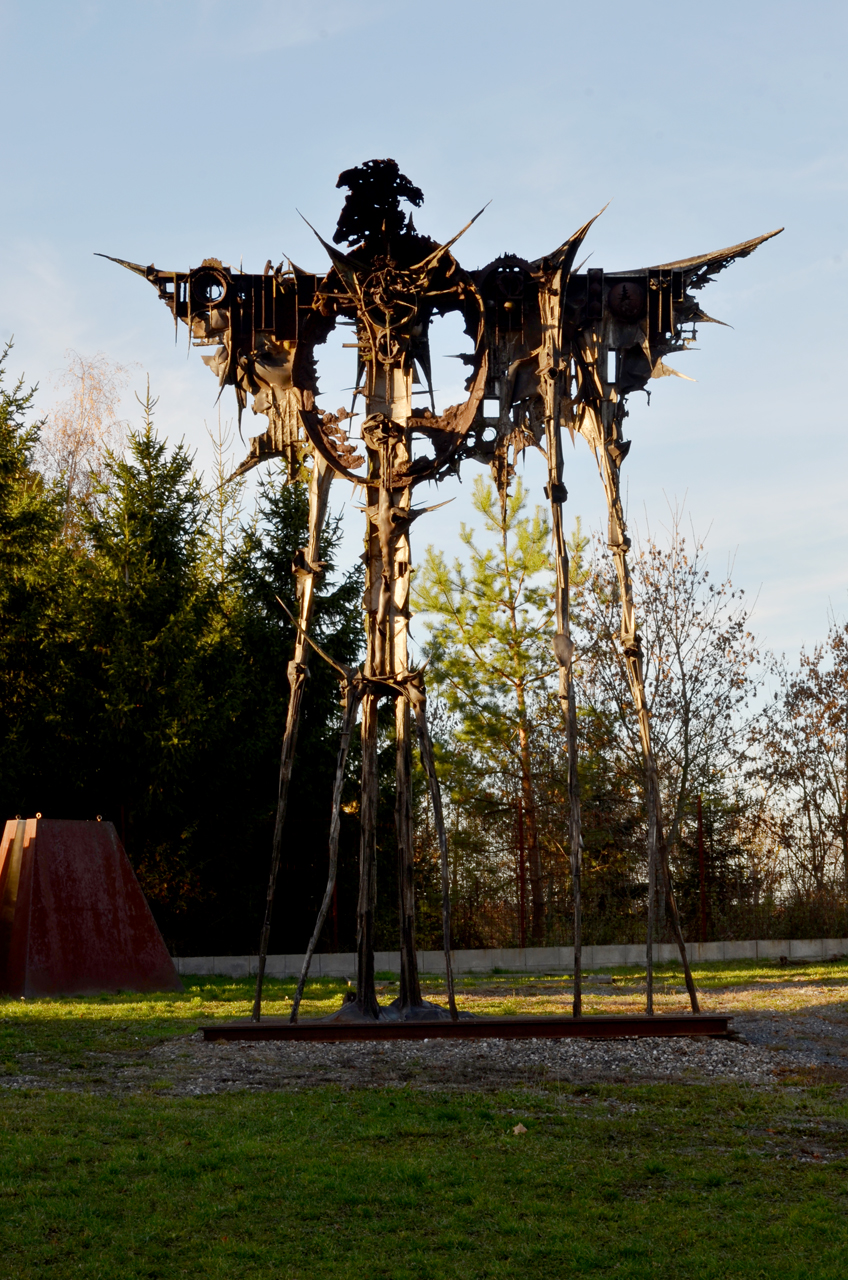
Aleš Veselý, Kaddish (1967-1969)
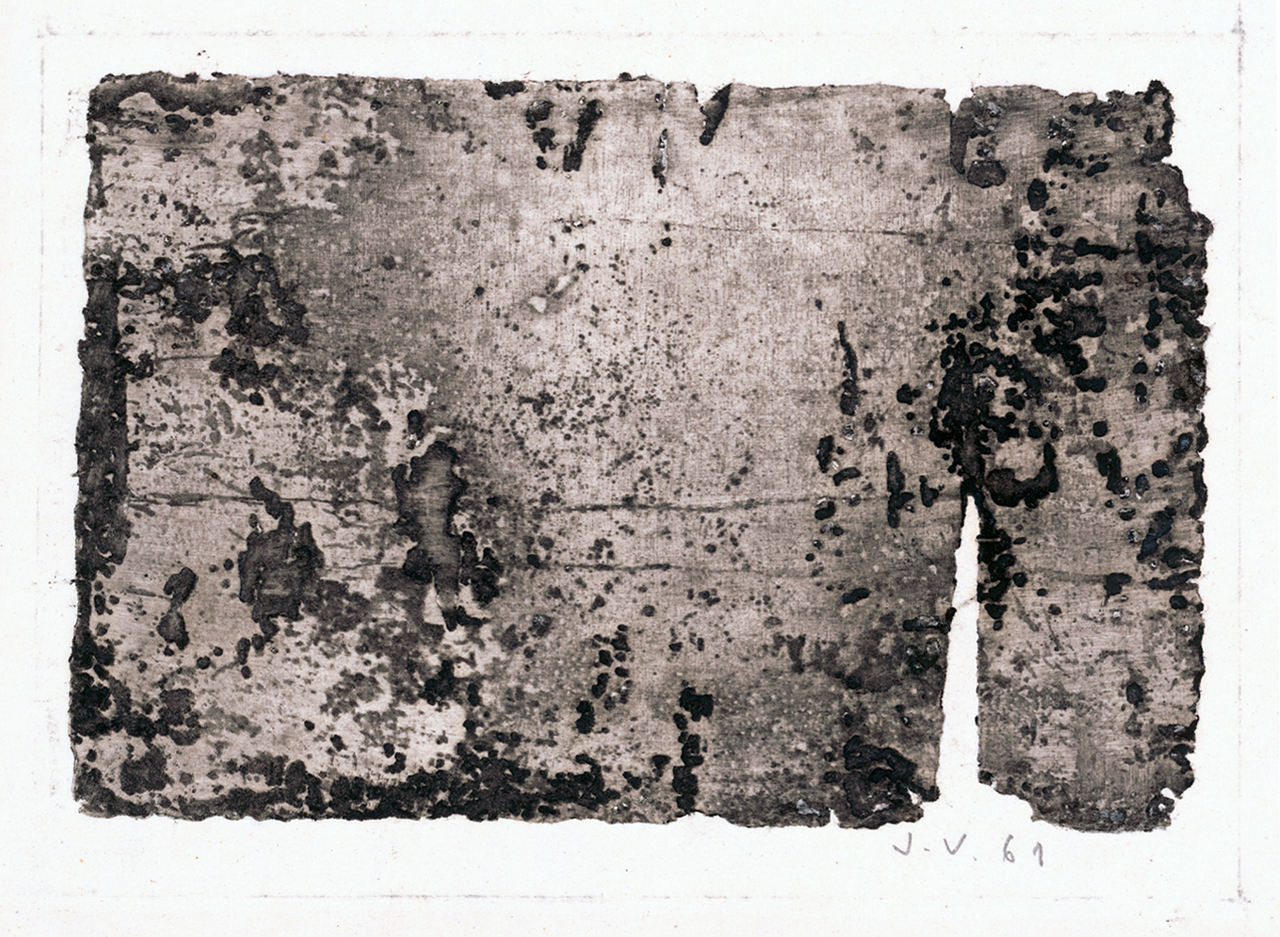
Jiří Valenta, Strukturální grafika II (1961), GASK Kutná Hora
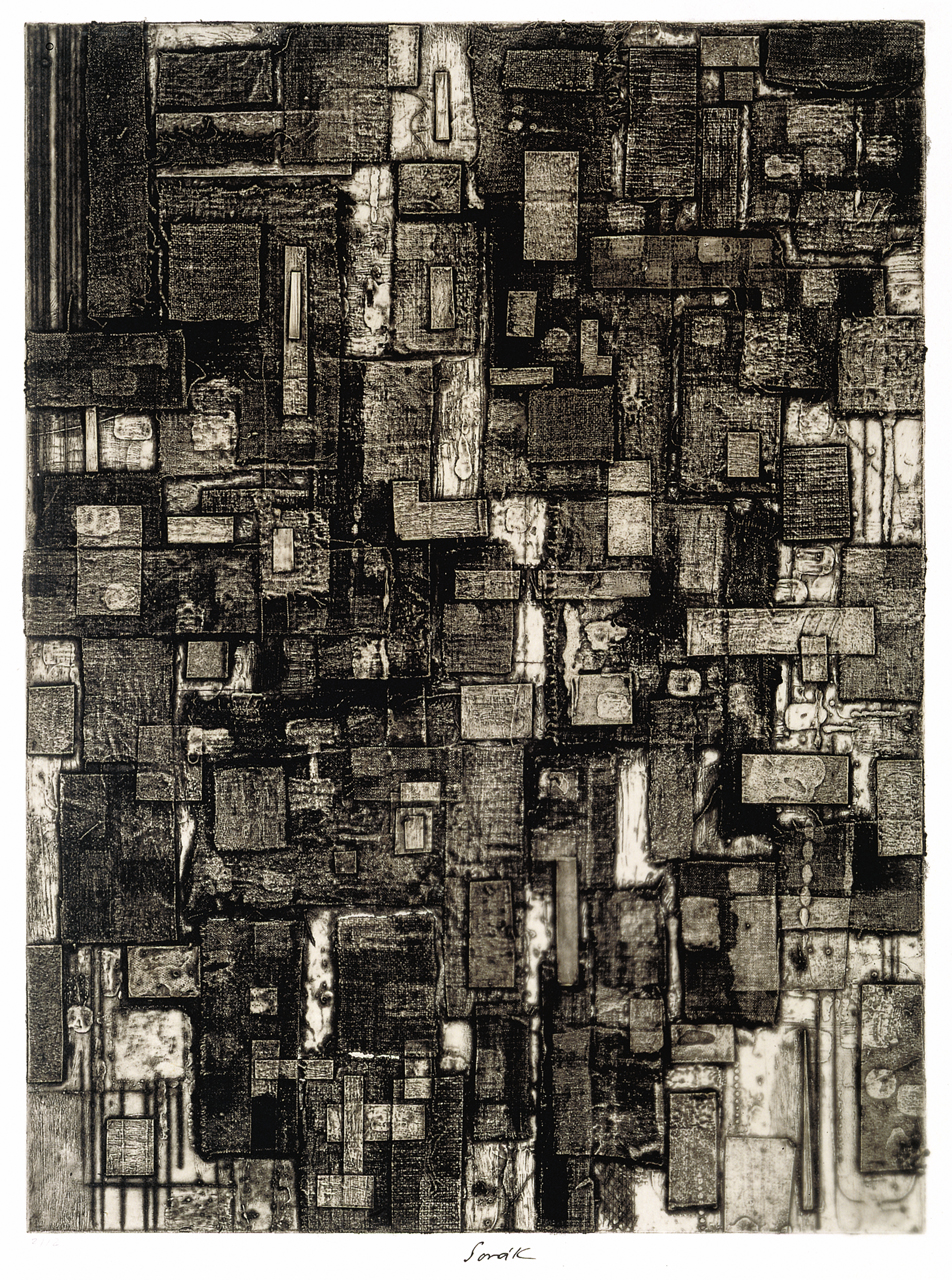
Pravoslav Sovák, Hommage à Franz Kafka (1961), lept, suchá jehla, lak, textil, papír
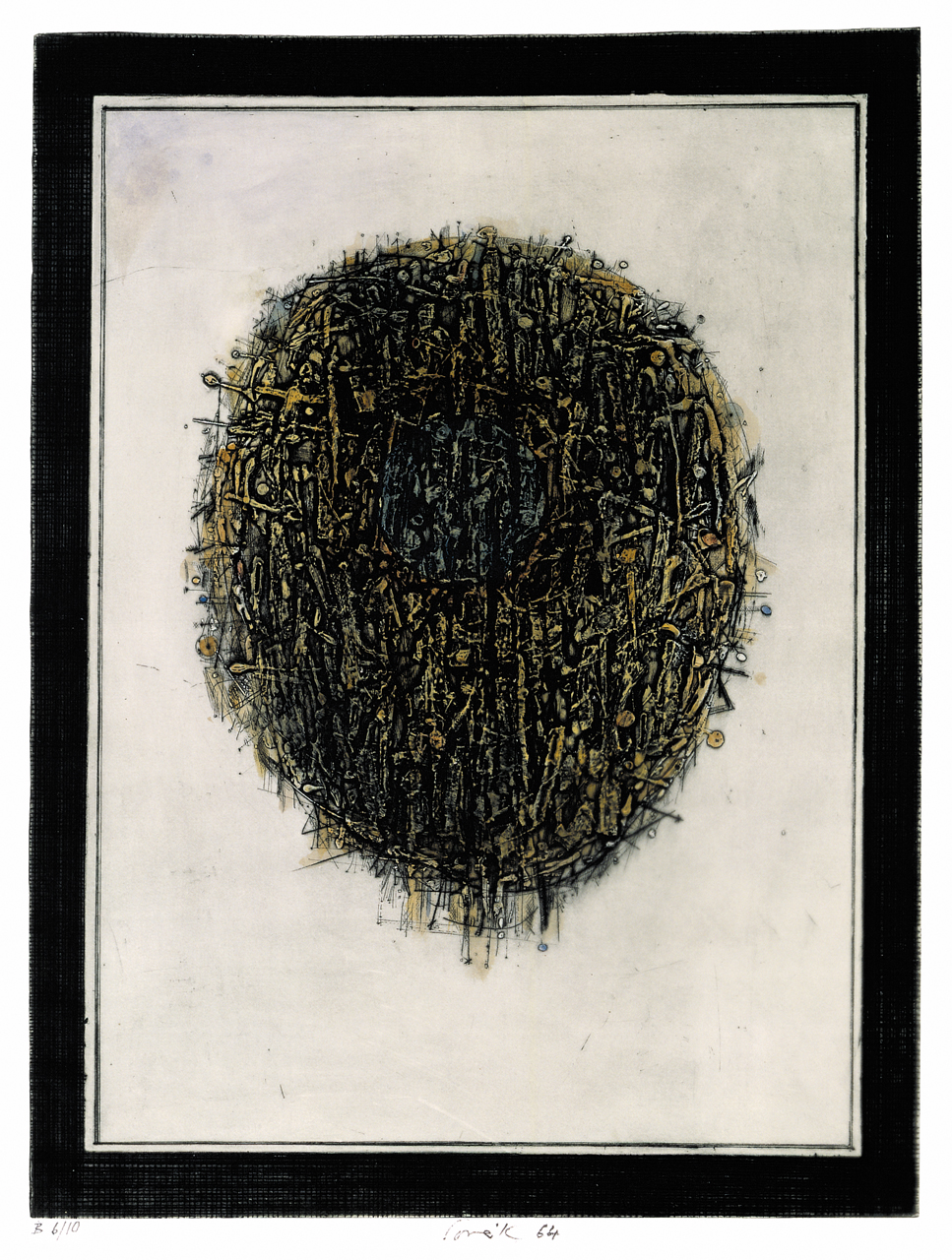
Pravoslav Sovák, Portrét v zrcadle I (1964), kombinovaná technika
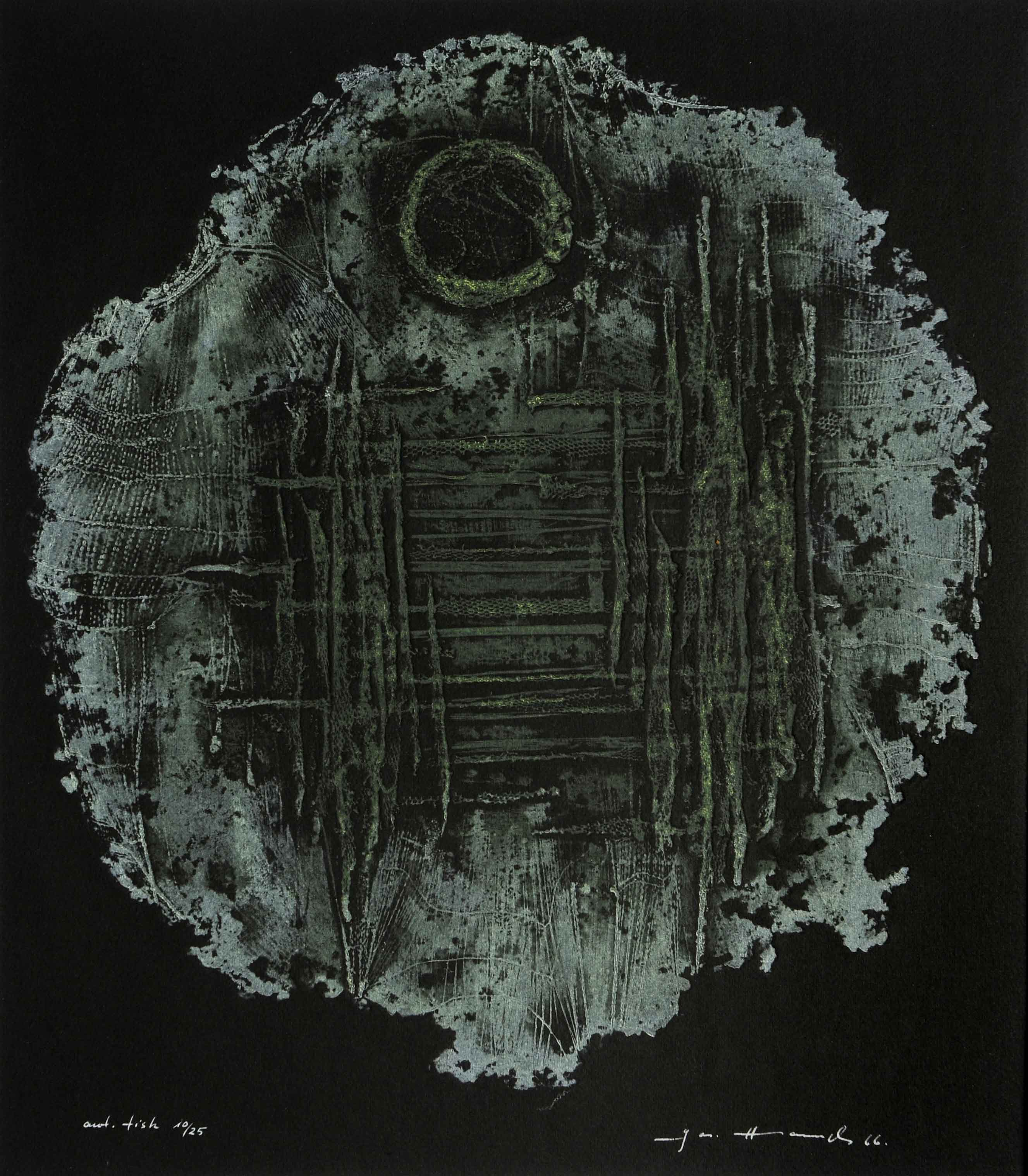
Josef Hampl, Bez názvu, 1966